# Frédéric-Charles-Ferdinand de Brunswick-Wolfenbüttel-Bevern
Frédéric-Charles-Ferdinand, duc de Brunswick-Bevern (5 avril 1729 à Brunswick – 27 avril 1809 à Glücksbourg), est un membre de la Maison de Guelfe. il est un maréchal danois et aussi le dernier duc de Brunswick-Bevern.

## Biographie
Il est le fils du duc Ernest-Ferdinand de Brunswick-Wolfenbüttel-Bevern (1682-1746) et de son épouse, Éléonore-Charlotte de Courlande. En 1742, il entre dans l'armée hollandaise en tant que capitaine et mène deux campagnes en 1745 et 1746. Il passe alors à l'armée du Brunswick et sert également comme volontaire dans l'armée impériale. Sous la direction de son oncle Louis-Ernest de Brunswick-Wolfenbüttel, il commande les deux régiments durant la Guerre de Succession d'Autriche. Après le traité d'Aix-la-Chapelle (1748), il retourne dans l'armée néerlandaise, où il est promu Major-général en 1754.
Après le déclenchement de la Guerre de Sept Ans, il se rend à Dresde à la fin de 1756, où le roi Frédéric II de Prusse lui donne le commandement d'un régiment saxon d'infanterie. Cependant, ses soldats se mutinent et il s'enfuit. Le roi Frédéric tient Frédéric Charles Ferdinand responsable. Il quitte l'armée prussienne en 1759 et rejoint l'armée britannique. Il combat à la bataille de Minden, le 1er août 1759, sous les ordres de son cousin Ferdinand de Brunswick-Lunebourg. Il rejoint ensuite l'armée danoise, où il est promu Lieutenant-général en 1761 et commandant de la garde à pied en 1762 et inspecteur général de l'Infanterie en 1764. En 1766, il est nommé gouverneur de Rendsburg et, en 1773, gouverneur de Copenhague.
En 1781, son frère aîné Auguste-Guillaume de Brunswick-Bevern meurt et Frédéric Charles Ferdinand devient prévôt de Saint-Blaise et Saint-Cyriacus Abbaye en  Brunswick. Cependant, avec la permission du roi de Danemark, qui le nomme maréchal en 1782, il prend résidence au Château de Glücksbourg.
Le 26 octobre 1782, il épouse la princesse Anne-Caroline de Nassau-Sarrebruck (1751-1824), fille du prince Guillaume-Henri de Nassau-Sarrebruck et veuve du duc Frédéric-Henri-Guillaume de Schleswig-Holstein-Sonderbourg-Glücksbourg.
En 1793, il crée une fondation pour le secours aux pauvres dans sa capitale Bevern. Après que Brunswick ait été occupée par les troupes de Napoléon en 1806, il s'occupe des fils du duc Charles-Guillaume-Ferdinand de Brunswick-Wolfenbüttel.
Frédéric Charles Ferdinand est mort sans enfants en 1809. Avec sa mort, la lignée de Brunswick-Bevern s'éteint et Brunswick-Bevern revient à Brunswick-Wolfenbüttel.